# 알렉상드라 루이마리
알렉상드라 루이마리(프랑스어: Alexandra Louis-Marie, 1996년 3월 3일~)는 프랑스의 펜싱 선수로 주 종목은 에페이다. 2024년 하계 올림픽에서 여자 에페 단체전 은메달을 획득했다.